# Botxí de São Tomé
El botxí de São Tomé (Lanius newtoni) és un ocell de la família dels lànids (Laniidae).

## Hàbitat i distribució
Habita praderies i terres de conreu de l'illa de São Tomé, pròxima a l'Àfrica occidental